# Seo Whi-min
Seo Whi-min (서휘민 en coréen), née le 13 mars 2002, est une patineuse coréenne, spécialiste de patinage de vitesse sur piste courte. Elle remporte une médaille d'argent aux Jeux olympiques d'hiver de 2022, en relais 3 000 mètres. En avril 2022 à Montréal, elle est championne du monde au relais 3 000 m.

## Biographie
Seo Whi-min naît à Séoul en Corée du Sud le 13 mars 2002.
Sportive, Seo Whi-min commence par faire du roller, puis découvre le patinage de vitesse en 2010. Elle se spécialise ensuite en patinage de vitesse sur piste courte. Elle participe à quinze ans aux championnats du monde junior, y remporte le 1 500 mètres femmes et termine deuxième du 1 000 mètres femmes et du classement individuel femmes. Deux ans plus tard, en 2019, lors des mêmes championnats du monde junior, elle remporte le 1 500 mètres femmes et le relais 3 000 mètres femmes.
En patinage de vitesse sur piste courte aux Jeux olympiques de la jeunesse d'hiver de 2020, elle remporte les deux médailles d'or en individuel, au 500 mètres et au 1000 mètres, et la médaille de bronze en relais.
Qualifiée pour les Jeux olympiques d'hiver de 2022, Seo Whi-min termine seconde au 3 000 mètres relais et gagne la médaille d'argent avec ses coéquipières.
La même année, en avril 2022, elle remporte trois médailles aux championnats du monde à Montréal au Canada : deux médailles de bronze en individuel sur 1 500 m et sur 3 000 m, et la médaille d'or par équipe en 3 000 m.

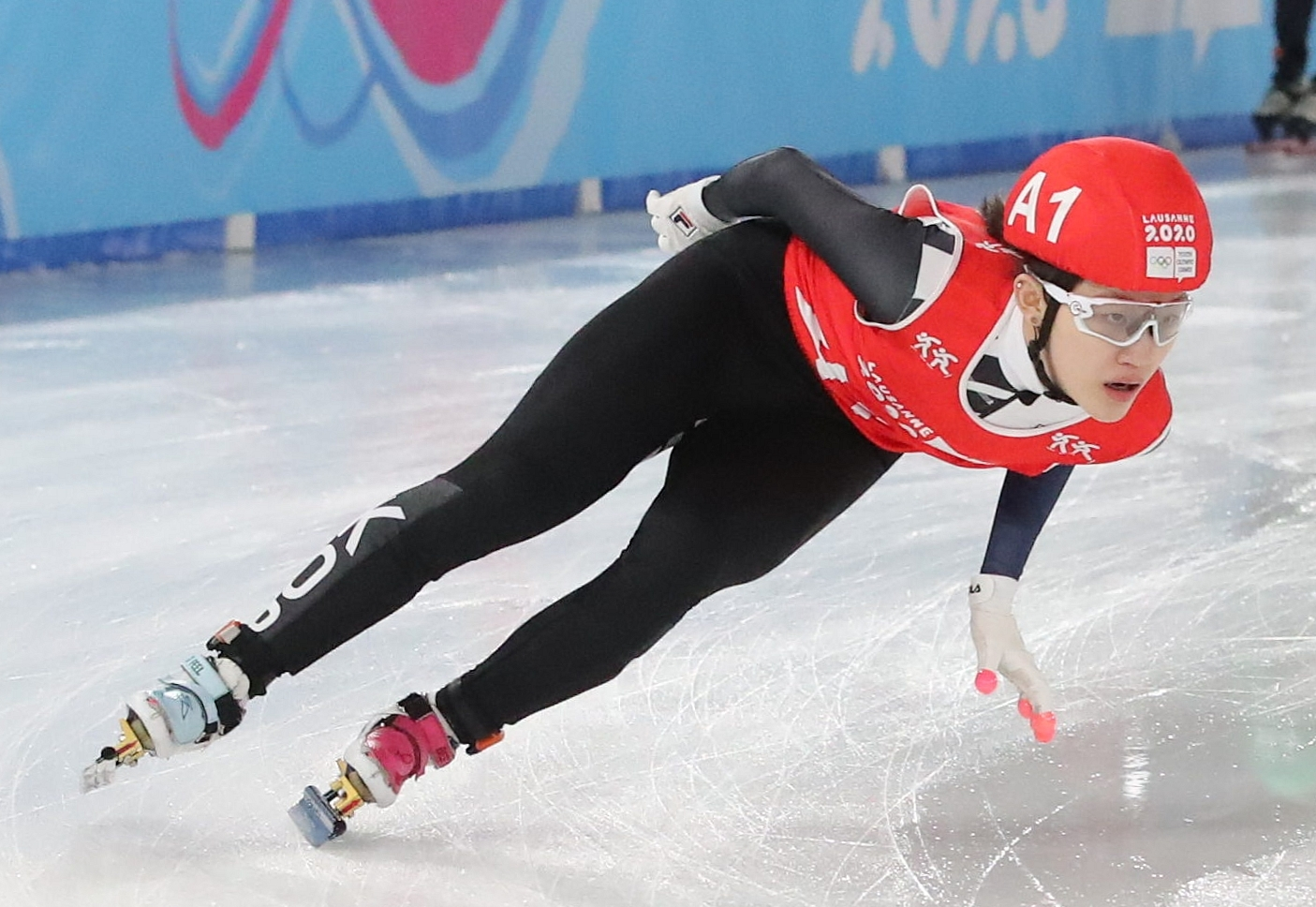
Seo Whi-min à Lausanne en 2020.